# Antonio Maria Ciocchi del Monte
Antonio Maria Ciocchi del Monte, italijanski rimskokatoliški duhovnik, škof in kardinal, * 1461, Monte San Savino, † 20. september 1533, Novara.

## Življenjepis
Leta 1503 je postal škof Città di Castella, leta 1506 škof Manfredonie in leta 1511 škof Pavie.
10. marca 1511 je bil povišan v kardinala.
Med 19. aprilom 1516 in 20. novembrom 1525 je bil škof Novare.